# Такуба (Сальвадор)
Такуба (исп. Tacuba) — муниципалитет в департаменте Ауачапан на западе Сальвадора. Статус малого города с 1915 года.
Территория — 149,58 км².  Население — 31 210 чел. (2013). Святой покровитель — святая Мария Магдалина, чей праздник отмечается 22 июля.
Город расположен на вулканическом хребте Апанека-Льяматепека. Разделён на 14 кантонов. Средняя высота в городе составляет 710 м. 
Название Такуба происходит от науатльских слов «ташити» — «игра в мяч» и «куиуа» — «умение, мастерство», то есть «город великих игроков в мяч». В 1806 году он был известен под названием Санта-Мария-Магдалена-де-Такуба.
В доколумбов период на месте современного города находилась деревня народа пипиль. В 1549 году, во время колонизации, она была поставлена под юрисдикцию Гватемалы. В то время здесь проживало около 500 человек. В 1770 году деревня с уже 996 жителями была передана в ведение главы Ауачапана. В 1773 году здесь была построена церковь Святой Марфы, впоследствии уничтоженная землетрясением. Ныне её руины, наряду с национальным парком Эль-Импосибиле, являются достопримечательностью Такубы. 
Во время республики, Такуба была включена в состав департамента Сонсонате. В 1869 году перешла в состав департамента Ауачапан. В 1890 году население деревни составляло 3340 жителей. Указом 1907 деревня была разделена на кантоны. 22 апреля 1915 года Такуба получила статус малого города. Население города принимало участие в крестьянском восстании 1932 года.